# Comuna Răchitova, Hunedoara
Răchitova (în maghiară: Reketyefalva, în germană: Weidendorf) este o comună în județul Hunedoara, Transilvania, România, formată din satele Boița, Ciula Mare, Ciula Mică, Gotești, Mesteacăn, Răchitova (reședința) și Vălioara.

## Demografie
Componența etnică a comunei Răchitova
     Români (93,97%)
     Alte etnii (0,18%)
     Necunoscută (5,86%)
Componența confesională a comunei Răchitova
     Ortodocși (73,91%)
     Baptiști (10,65%)
     Penticostali (8,52%)
     Alte religii (0,44%)
     Necunoscută (6,48%)
Conform recensământului efectuat în 2021, populația comunei Răchitova se ridică la 1.127 de locuitori, în scădere față de recensământul anterior din 2011, când fuseseră înregistrați 1.330 de locuitori. Majoritatea locuitorilor sunt români (93,97%), iar pentru 5,86% nu se cunoaște apartenența etnică. Din punct de vedere confesional, majoritatea locuitorilor sunt ortodocși (73,91%), cu minorități de baptiști (10,65%) și penticostali (8,52%), iar pentru 6,48% nu se cunoaște apartenența confesională.

## Politică și administrație
Comuna Răchitova este administrată de un primar și un consiliu local compus din 9 consilieri. Primarul, Marius-Daniel Dăncescu[*], de la Partidul Social Democrat, este în funcție din 1 noiembrie 2024. Începând cu alegerile locale din 2024, consiliul local are următoarea componență pe partide politice:
|  | Partid                          | Consilieri | Componența Consiliului | Componența Consiliului | Componența Consiliului | Componența Consiliului | Componența Consiliului | Componența Consiliului |
|  | ------------------------------- | ---------- | ---------------------- | ---------------------- | ---------------------- | ---------------------- | ---------------------- | ---------------------- |
|  | Partidul Social Democrat        | 6          |                        |                        |                        |                        |                        |                        |
|  | Partidul Național Liberal       | 2          |                        |                        |                        |                        |                        |                        |
|  | Alianța pentru Unirea Românilor | 1          |                        |                        |                        |                        |                        |                        |

## Atracții turistice
- Biserica românească din satul Răchitova, construcție secolul al XV-lea, monument istoric
- Cetatea Răchitova, construcție secolul al XIV-lea, monument istoric

## Vezi și
- Biserica de lemn din Mesteacăn, Hunedoara